# Cirroteuthis muelleri
Cirroteuthis muelleri е вид октопод от семейство Cirroteuthidae. Видът не е застрашен от изчезване.

## Разпространение и местообитание
Разпространен е в Северния ледовит океан, в западните и североизточни части на Атлантическия океан и на североизток в Тихия океан.
Среща се на дълбочина от 1 до 4986,5 m, при температура на водата от -1 до 2,9 °C и соленост 34,6 – 35 ‰.